# Meliosma aristeguietae
Meliosma aristeguietae är en tvåhjärtbladig växtart som beskrevs av J.A. Steyermark och A.H. Gentry. Meliosma aristeguietae ingår i släktet Meliosma och familjen Sabiaceae. Inga underarter finns listade.